# تأثير الصحة على الذكاء
يمكن الصحة  أن تؤثر على الذكاء بطرق مختلفة. على العكس من ذلك، الذكاء يمكن أن يؤثر على الصحة. وقد وصفت الآثار الصحية على الذكاء بأنها من بين أهم العوامل في أصول فروق المجموعة البشرية في درجات اختبار الذكاء وغيرها من تدابير القدرة المعرفية.. يمكن أن تؤدي عدة عوامل إلى ضعف إدراكي كبير، خاصة إذا كانت تحدث أثناء الحمل والطفولة عندما ينمو المخ، وحاجز المخ الدموي للطفل أقل فعالية. وقد يكون هذا الانخفاض دائما في بعض الأحيان، ويعوض أحيانا جزئيا أو كليا عن النمو في وقت لاحق.
وقد نفذت الدول المتقدمة العديد من السياسات الصحية المتعلقة بالمغذيات والسموم المعروفة للتأثير على الوظيفة المعرفية. وتشمل هذه القوانين القوانين التي تتطلب تقوية بعض المنتجات الغذائية والقوانين التي تحدد مستويات آمنة من الملوثات (مثل الرصاص والزئبق والكلوريد العضوي). وقد اقترحت توصيات شاملة للسياسة العامة ترمي إلى الحد من الضعف الإدراكي لدى الأطفال.
وقد أدت التحسينات في التغذية (التي غالبا ما تنطوي على مغذيات دقيقة محددة) بسبب التغيرات في السياسة العامة إلى زيادة معدل الذكاء في العديد من الدول (كجزء من تأثير فلين العام)، مثل الجهود المبذولة لمكافحة نقص اليود في الولايات المتحدة.

## التغذية
قد يحدث سوء التغذية خلال عدة فترات من النمو، مثل الحمل، أثناء الرضاعة الطبيعية، الطفولة، أو مرحلة الطفولة. ويمكن أن يحدث أيضا بسبب أوجه القصور في العناصر الغذائية المختلفة، مثل المغذيات الدقيقة والبروتين أو الطاقة. قد يتسبب ذلك في تأثيرات مختلفة.

### توقيت
وقد جادل بعض المراقبين بأن سوء التغذية خلال الأشهر الستة الأولى من الحياة يضر بالتنمية المعرفية أكثر بكثير من سوء التغذية في وقت لاحق من الحياة. غير أن دراسة من الفلبين تدعي أن سوء التغذية في السنة الثانية من العمر قد يكون له أثر سلبي أكبر من سوء التغذية في السنة الأولى من الحياة.

### تأخر النمو داخل الرحم
ان نقص التغذية أثناء الحمل، وعوامل أخرى، قد يسبب تخلف النمو داخل الرحم (IUGR)، وهو أحد أسباب انخفاض الوزن عند الولادة. ومع ذلك، فقد اقترح أنه في تأخر النمو داخل الرحم قد ينجوالمخ. وعادة ما يكون نمو المخ أقل تأثرا من وزن الجسم كله أو طوله. وقد وجدت العديد من الدراسات من الدول المتقدمة أنه باستثناء التخلف في النمو داخل الرحم الشديد يؤثر أيضا على نمو المخ، ونقص الأكسجين، ويبدو أن معدل وفيات الأطفال غير قليل أو لا يمكن قياس تأثيره على الأداء العقلي والسلوكى في مرحلة المراهقة أو البلوغ. فعلى سبيل المثال، تسبب نقص التغذية الحاد لعدة أشهر خلال المجاعة الهولندية لعام 1944 في انخفاض متوسط وزن الولادة في بعض المناطق. وقد ارتبط ذلك لاحقا بتغير في أداء اختبارات الذكاء ل 18-19 سنة من الذكور الهولنديين من هذه المناطق مقارنة بمناطق السيطرة. تعرضوا للمجاعة قبل الولادة ولكن ليس بعد الولادة. وخلال المجاعة، انخفضت الولادات بدرجة أكبر بين أولئك الذين يتمتعون بمركز اجتماعي اقتصادي أدنى، بينما كانت هناك زيادة تعويضية في الولادات بعد المجاعة بين أولئك الذين يعانون من انخفاض معدلات الإصابة بمرض الالتهاب الرئوي الحاد. ولما كان نظام التعليم الثانوي يرتبط مع معدل الذكاء، فقد يكون هذا الأمر مخفيا لأثر ناجم عن نقص التغذية. .

### الرضاعة الطبيعية
غالبا ما تجد الدراسات أعلى معدل الذكاء لدى الأطفال والبالغين الذين كانوا يرضعون طبيعيا. ومن المعروف أن الأحماض الدهنية أوميغا 3 في حليب الثدي، مكونات أساسية من أنسجة المخ، وعلى الأقل جزئيا زيادة في معدل الذكاء.
لكن الاعتقاد في الآونة الأخيرة، والذي دام طويلا بأن الرضاعة الطبيعية يسبب زيادة في معدل ذكاء ذرية وقد نشر هذا 2006 في بحث في المجلة الطبية البريطانية. وقد أشارت النتائج إلى أن معدل ذكاء الأم وليس الرضاعة الطبيعية قد أوضح الاختلافات في درجات الذكاء للذرية التي تم قياسها بين سن 5 و 14 سنة. وقد أظهرت نتائج هذا التحليل التلوي أن الدراسات السابقة لم تتحكم في معدل ذكاء الأم. ولما كان ذكاء الأم تنبؤية حيث رضاعة الطفل  فقد خلصت الدراسة إلى أن «الرضاعة الطبيعية [نفسها] ليس لها تأثير يذكر على الذكاء عند الأطفال». وبدلا من ذلك، كان معدل ذكاء الأم الذي كان له علاقة كبيرة مع معدل الذكاء من ذريتها، سواء كانت ذرية الرضاعة الطبيعية أوغير طبيعية.
ووجدت إحدى الدراسات أن الرضاعة الطبيعية ترتبط بزيادة معدل الذكاء (7 نقاط عند عدم السيطرة على معدل الذكاء الأم) إذا كان لدى الرضع ترميز SNP "C" بدلا من قاعدة G داخل جين FADS2. أولئك الذين لديهم نسخة "G" لم يظهروا أي ميزة في معدل الذكاء، مما يشير إلى التفاعل البيوكيميائي لجينات الطفل على تأثير الرضاعة الطبيعية. وقد فشلت دراسات أخرى لتكرار أي ارتباط بين جين FADS2، والرضاعة الطبيعية، ومعدل الذكاء، في حين أن البعض الآخر يظهر تأثيرا سلبيا على معدل الذكاء عند الجمع بين الرضاعة الصناعية وإصدار "G" من FADS2.

### الطفولة
ووجدت دراستان أجريتا في تشيلي على خريجي المدارس الثانوية من عمر 18 عاما أن للتغذية خلال السنة الأولى من العمر أثر على معدل الذكاء، والإنجاز الدراسي، وحجم المخ.
المغذيات الدقيقة ونقص الفيتامينات 
ويؤثر نقص المغذيات الدقيقة (مثل اليود والحديد) على تطور الذكاء وتبقى مشكلة في العالم النامي. على سبيل المثال، نقص اليود يسبب انخفاض، في المتوسط، في الذكاء بمقدار 12 نقطة..
وقد قُدّمت توصيات بشأن السياسات لزيادة توافر المكملات الغذائية الدقيقة وتبريرها جزئيا بسبب إمكانية التصدي للمشاكل الإنمائية ذات الصلة بالذكاء.على سبيل المثال، توافق الآراء في كوبنهاغن، يشير إلى أن نقص اليود والحديد قد تسبّب في ضعف نمو المخ، وهذا يؤثر على أعداد هائلة من الناس: ويقدر أن ملياري شخص (ثلث مجموع سكان العالم) يتأثر بنقص اليود، بما في ذلك 285 مليون طفل تتراوح أعمارهم بين 6 و 12 عاما. وفي البلدان النامية، تشير التقديرات إلى أن 40 في المائة من الأطفال الذين تتراوح أعمارهم بين أربعة أعوام أو أقل يعانون من فقر الدم بسبب عدم كفاية الحديد في نظمهم الغذائية

ويقول بيان مشترك عن نقص الفيتامينات والمعادن أن شدة أوجه القصور هذه «تعني ضعف مئات الملايين من العقول المتنامية وخفض معدلات الذكاء الوطنية.»
وبوجه عام فإن الدراسات التي تحقق فيما إذا كان يمكن تحسين الوظيفة المعرفية في الأطفال الذين يعانون من نقص الحديد بالفعل مع مكملات الحديد نتائج مختلطة، ربما بسبب نقص في فترات النمو الحرجة قد يسبب ضررا لا رجعة فيه. ومع ذلك، فقد أظهرت العديد من الدراسات مع تصميم أفضل فوائد كبيرة. طريقة واحدة لمنع نقص الحديد هو إعطاء مكملات محددة للأطفال، على سبيل المثال أقراص. ومع ذلك، فهذا مكلف، وآليات التوزيع غالبا ما تكون غير فعالة، والامتثال منخفض. إن تحصين الأغذية الأساسية (الحبوب والدقيق والسكر والملح) لتقديم المغذيات الدقيقة إلى الأطفال على نطاق واسع هو على الأرجح الخيار الأكثر استدامة وبأسعار معقولة، على الرغم من أن الالتزام من جانب الحكومات والصناعات الغذائية ضروري. تقوم الدول المتقدمة بتحصين العديد من الأطعمة ذات المغذيات الدقيقة المختلفة.
وقد يكون مكملات إضافية من الفيتامينات المعدنية تأثير أيضا في العالم المتقدم. ووجدت دراسة تعطي مثل هذه المكملات ل «الطبقة العاملة»، في المقام الأول من أصل هسباني، 6-12 سنة من الأطفال في الولايات المتحدة لمدة 3 أشهر متوسط زيادة من 2 إلى 3 نقاط الذكاء. ويمكن تفسير معظم هذا من خلال الزيادة الكبيرة جدا في مجموعة فرعية من الأطفال، ويفترض أن هذه تغذية غير كافية على عكس الغالبية. وتشير الدراسة إلى أن أولياء أمور تلاميذ المدارس الذين يكون أداؤهم الأكاديمي دون المستوى المطلوب ينصحون بطبيب مختص بالتغذية لتقييم الحالة التغذوية لأطفالهم كمسببات محتملة..
أكثر من المضاربات، المغذيات الأخرى قد تكون مهمة في المستقبل. فيتامين B12 وفولات مهمين للوظيفة المعرفية في سن الشيخوخة. وقد تم ربط مكملات زيت السمك للأمهات الحوامل والمرضعات بزيادة القدرة الإدراكية في إحدى الدراسات.
ووجدت دراسة أخرى أن النساء الحوامل اللواتي يستهلكن 340 جراما من الأسماك المحتوية على زئبق منخفض مع الأحماض الدهنية في الأسبوع لهن فوائد تفوق مخاطر التسمم بالزئبق. وكانوا أقل احتمالا أن يكون لديهم أطفال ذوي الذكاء اللفظي المنخفض، والتنسيق الحركي والمشاكل السلوكية. ومع ذلك، فإن الأطعمة التي تحتوي على كميات عالية من الزئبق، مثل سمك القرش، سمك أبو سيف، سمك الماكريل والسمك، قد تسبب التخلف العقلي..

### سوء تغذية البروتين والطاقة
ووجدت إحدى الدراسات من إحدى البلدان النامية، غواتيمالا، أن ضعف النمو خلال مرحلة الطفولة، بدلا من انخفاض الوزن عند الولادة، كان له علاقة سلبية بأداء المراهقين في الاختبارات المعرفية والإنجازية.. نظرت دراسة لاحقة طويلة جدا ذات الصلة في تأثير إعطاء الأطفال الذين تتراوح أعمارهم بين 6-24 شهرا في غواتيمالا مشروب البروتين والطاقة العالية كمكمل غذائي. ووجدت آثار إيجابية وموضوعية إلى حد كبير على زيادة احتمال الالتحاق بالمدرسة وتمرير الصف الأول، وزيادة الصف الذي بلغ سن 13، وزيادة الانتهاء من التحصيل الدراسي، وبالنسبة للبالغين الذين تتراوح أعمارهم بين 25-40 زيادة درجات اختبار الذكاء

### التقزم
ان 31٪ من الأطفال دون الخامسة من العمر في العالم النامي معتدلون (الطول بالنسبة للعمر أقل من 2 الانحراف المعياري) أو التقزم الشديد (تحت ناقص 3 الانحرافات المعيارية).. وكان معدل الانتشار أعلى من ذلك في وقت سابق لأن انتشار التقزم في جميع أنحاء العالم آخذ في الانخفاض بنحو نصف نقطة مئوية كل سنة.. ووجدت دراسة عن الأطفال الذين يعانون من التقزم تتراوح أعمارهم بين 9 و 24 شهرا في جامايكا أنه عندما تتراوح أعمارهم بين 17 و 18 عاما كانت لديهم درجات فقر أقل بكثير من مجموعة غير متوقفة عن الاختبارات المعرفية والتعليمية والأداء النفسي الاجتماعي. إن إعطاء مكملات غذائية (1 كيلوغرام من تركيبة الحليب كل أسبوع) لهؤلاء الأطفال الذين يعانون من التقزم بالفعل لم يكن له تأثير كبير على الدرجات اللاحقة، ولكن التحفيز النفسي الاجتماعي (جلسات اللعب الأسبوعية مع الأم والطفل) كان له تأثير إيجابي..

## السموم

### المواد الكيميائية الصناعية
ان بعض السموم، مثل الرصاص والزئبق والتولوين، وثنائي الفينيل متعدد الكلور هي أسباب معروفة للاضطرابات العصبية التنموية. وقد أدى الاعتراف بهذه المخاطر إلى برامج وقائية قائمة على الأدلة، مثل التخلص من إضافات الرصاص في البنزين. وعلى الرغم من أن هذه الحملات الوقائية ناجحة إلى حد كبير، فإن معظمها لم يبدأ إلا بعد تأخيرات كبيرة
وتختلف سياسات إدارة الرصاص بين الأمم، ولا سيما بين العالم المتقدم النمو والنامي. وقد تم تخفيض أو إزالة استخدام البنزين المحتوي على الرصاص في معظم الدول المتقدمة، كما انخفضت مستويات الرصاص في الأطفال في الولايات المتحدة بشكل كبير من خلال السياسات المتعلقة بالحد من الرصاص. وترتبط مستويات الرصاص المرتفعة قليلا حول سن 24 شهرا بعجز في الأداء الفكري والأكاديمي عند سن 10 سنوات..
ان استخدام المبيدات الكلورينية على نطاق واسع، مثل الديوكسينات،DDT,  PCB، قد ارتبطت مع العجز المعرفي 

لقد حدد استعراض لانسيت 201 مواد كيميائية لها القدرة على التسبب في الآثار السمية العصبية السريرية في البشر البالغين، كما هو موضح في الأدبيات العلمية ذو المرجعية. ومعظمها يشيع استخدامها. وقد تبين أن العديد من المواد الكيميائية الإضافية لها سمية عصبية في النماذج المختبرية. وتلاحظ المقالة أن الأطفال أكثر ضعفا ويجادلون بأن هناك حاجة إلى نهج وقائية جديدة تعترف بالضعف الفريد للمخ النامي لاختبار المواد الكيميائية ومكافحتها من أجل تجنب ما كان كبيرا قبل البدء في فرض قيود على الاستخدام.. ملحق سرد المزيد من المواد الكيميائية الصناعية التي تعتبر سامة للأعصاب.

### الكحول والمخدرات
التعرض المميت للكحول  مما تسبب في متلازمة الكحول المميت، هي واحدة من الأسباب المعروفة الرائدة للتخلف العقلي في العالم الغربي.
وقد وجد أن تعاطي القنب الحالي يرتبط ارتباطا وثيقا بطريقة تعتمد على الجرعة مع انخفاض في درجات الذكاء، أثناء تأثير الاستخدام. ومع ذلك، لم يكن هناك مثل هذا الانخفاض في المواضيع الذين كانوا سابقا مستخدمي القنب بكثافة وتوقف عن تناول الدواء. وخلص الباحثون إلى أن القنب ليس له تأثير طويل الأجل على الذكاء. ولكن هذا يتناقض مع الدراسة الطولية على المدى الطويل، التي تقوم بها أوتاغو ودوق الجامعات، والتي وجدت أن الاستخدام المنتظم للماريجوانا في السنوات المراهقة يؤثر على الذكاء في مرحلة البلوغ حتى عندما يتوقف الاستخدام. وكان انخفاض معدل الذكاء 8 نقاط. لم يكن تدخين الماريجوانا للبالغين أي تأثير دائم على الذكاء.. الآثار على نمو الجنين هي الحد الأدنى بالمقارنة مع الآثار الضارة الموثقة جيدا من التبغ أو تعاطي الكحول
ويرتبط تدخين التبغ أثناء الحمل بزيادة النشاط، وانخفاض الاهتمام، وتقليل القدرات الفكرية. ومع ذلك، وجدت دراسة حديثة أن تدخين التبغ الأمهات ليس له تأثير سببي مباشر على معدل ذكاء الطفل. وقد أدى ضبط القدرة الإدراكية للأم التي يقاسها معدل الذكاء والتعليم إلى القضاء على الارتباط بين انخفاض معدل الذكاء وتدخين التبغ.. ولكن دراسة أخرى بدلا من النظر في العلاقة بين التعرض البيئي لدخان التبغ، وقياسها مع العلامات البيولوجية للدم، والقدرات المعرفية بين الأطفال والمراهقين في الولايات المتحدة 6-16 سنة من العمر، وجدت علاقة عكسية بين التعرض والقدرة المعرفية بين الأطفال حتى في منخفضة للغاية مستويات التعرض. وتسيطر الدراسة على الجنس والعرق والمنطقة والفقر وتعليم الوالدين والحالة الزوجية والفريتين وتركيز الرصاص في الدم

## الرعاية الصحية أثناء الحمل والولادة
والرعاية الصحية أثناء الحمل والولادة، التي غالبا ما تحكمها السياسة، تؤثر أيضا على النمو المعرفي. وتشمل الأسباب التي يمكن الوقاية منها لانخفاض الذكاء لدى الأطفال الأمراض المعدية مثل التهاب السحايا والطفيليات والملاريا الدماغية والتعرض للكحول قبل الولادة والكحول واختناق حديثي الولادة وانخفاض الوزن عند الولادة وإصابات الرأس واضطرابات الغدد الصماء. وقد تم حث التركيز على السياسة المباشرة على محددات القدرة الإدراكية لدى الأطفال..

## الإجهاد
وتشير نظرية حديثة إلى أن الإجهاد في مرحلة الطفولة المبكرة قد يؤثر على الدماغ النامي ويسبب آثارا سلبية.. وقد ارتبط التعرض للعنف في مرحلة الطفولة بانخفاض درجات الدراسة وانخفاضوانخفاض معدل الذكاء لدى الأطفال من جميع الأجناس.. تم تقييم مجموعة من الأطفال الحضريين من أصل أفريقي من الدرجة الأولى في أمريكا الوسطى ومقدمي الرعاية لهم باستخدام تقرير ذاتي، ومقابلة، واختبارات موحدة، بما في ذلك اختبارات الذكاء. وأفادت الدراسة أن التعرض للعنف والضائقة المرتبطة بالصدمة لدى الأطفال الصغار ارتبطت بانخفاض كبير في معدل الذكاء وقراءة الإنجاز. ويؤدي التعرض للعنف أو الصدمة إلى انخفاض في معدل الذكاء بمقدار 7.5 نقطة (سد و 0.5) و 9.8 نقطة (سد، 0.66) في إنجازات القراءة..
قد يكون للعنف تأثير سلبي على معدل الذكاء، أو قد يكون معدل الذكاء واقيا ضد العنف..الآلية السببية واتجاه السببية غير معروف.. وقد ارتبطت مخاطر الجوار بالصفوف الدراسية الدنيا للمراهقين من أصل أفريقي في دراسة أخرى أجريت في عام 2006.

## الأمراض المعدية
ووجدت دراسة أجريت عام 2010 من قبل إبيغ وفينشر وثورنهيل علاقة وثيقة بين عبء المرض المعدية في بلد ومتوسط معدل الذكاء لسكانها. ووجد الباحثون أنه عندما تم السيطرة على المرض ل، أظهرت إق لا علاقة مع متغيرات أخرى مثل المستويات التعليمية والتغذوية. وبما أن نمو الدماغ يتطلب نسبة عالية جدا من جميع طاقة الجسم لدى الأطفال حديثي الولادة والأطفال، فإن الباحثين يقولون إن مكافحة العدوى تقلل من إمكانات الذكاء لدى الأطفال. قد تساعد أبحاث إبيغ في تفسير تأثير فلين، وارتفاع الذكاء الذي لوحظ في البلدان الغنية.. كما قاموا بفحص فرضيات أخرى أيضا، بما في ذلك التفسيرات الجينية، وخلصوا إلى أن الأمراض المعدية هي "أفضل التنبؤ كرر كريستوفر هاسال وتوماس شيرات التحليل وخلصوا إلى أن "الأمراض المعدية قد تكون مؤشرا هاما حقا لمتوسط الذكاء الوطني".
ومن أجل التخفيف من آثار التعليم على معدل الذكاء، كرر إبيغ وفينشر وثورنهيل (2010) تحليله في الولايات المتحدة حيث يوجد تعليم موحد وإلزامي.. وقد تأكدت العلاقة بين الأمراض المعدية ومتوسط الذكاء، وخلصوا إلى أن «الأدلة تشير إلى أن الأمراض المعدية هي السبب الرئيسي للتغير العالمي في الذكاء البشري»..

### الأمراض المعدية الاستوائية
وتؤثر الملاريا على 300-500 مليون شخص كل عام، ومعظمهم من الأطفال دون سن الخامسة في أفريقيا، مما يسبب فقر الدم على نطاق واسع خلال فترة من النمو السريع للدماغ وأيضا تلف مباشر في الدماغ من الملاريا الدماغية التي يكون الأطفال أكثر ضعفا. ووجد استعراض منهجي عام 2006 أن العدوى المنجلية المنجلية تسبب العجز المعرفي في كل من المدى القصير والطويل.. وقد تكون للسياسات الرامية إلى الحد من الملاريا فوائد إدراكية. وقد أشير إلى أن التنمية الاقتصادية والتعليمية في أفريقيا في المستقبل تعتمد اعتمادا حاسما على القضاء على الملاريا.
الديدان تصيب مئات الملايين من الناس. هناك أدلة على أن ارتفاع كثافة الديدان في الأمعاء يمكن أن تؤثر على الأداء الذهني،  ولكن مراجعة منهجية في عام 2000 و 2009 التحديث وجدت أن هناك أدلة كافية تظهر أن الديدان العلاجات تحسين الأداء المعرفي أو الأداء المدرسي عند الأطفال.
فيروس نقص المناعة البشرية العدوى في الأطفال في أفريقيا جنوب الصحراء الكبرى يؤثر على النمو الحركي، ولكن هناك أدلة كافية تظهر تباطؤ تطور اللغة.

## آثار الأمراض الأخرى
هناك العديد من الأمراض التي تؤثر على الجهاز العصبي المركزي الذي يمكن أن يسبب ضعف الإدراك. ويرتبط العديد من هذه مع الشيخوخة. وتشمل بعض الأمثلة الشائعة مرض الزهايمر والخرف المتعدد الاحتشاء. قد تكون العديد من الأمراض عصبية أو نفسية وقد تؤثر بشكل رئيسي على الدماغ. البعض الآخر قد يؤثر على العديد من الأجهزة الأخرى، مثل فيروس نقص المناعة البشرية، التهاب الغدة الدرقية هاشيموتو تسبب قصور الغدة الدرقية، أو السرطان. وفقا لتقرير عام 2015 في الباحث الأمريكي، تم أيضا العثور على مجموعة متنوعة من أمراض المناطق المدارية المهملة وكذلك بعض مسببات الأمراض التي تم تحديدها مؤخرا مثل الزائفة نيتششيا لتآكل الذكاء البشري..
ان الاكتئاب الرئيسي، الذي يؤثر على حوالي 16٪ من السكان في مناسبة واحدة على الأقل في حياتهم والسبب الرئيسي للإعاقة في أمريكا الشمالية، قد تعطي أعراض مشابهة للخرف. المرضى الذين يعانون من الاكتئاب يسجل أعلى في اختبارات الذكاء من قبل العلاج.

### قصر النظر وطول النظر
أن الدراسات في العديد من الدول في ادبيات 2008  وجدت علاقة بين قصر النظر وارتفاع معدل الذكاء وبين قصر النظر والإنجاز المدرسي. وقد وجدت العديد من الدراسات، ولكن ليس كلها، مد البصر أن تترافق مع انخفاض معدل الذكاء والإنجازات المدرسية. وهناك تفسير شائع لقصر النظر هو قرب العمل. وفيما يتعلق بالعلاقة مع معدل الذكاء، تم اقتراح عدة تفسيرات. واحد هو أن الطفل قصر النظر هو تكييفها بشكل أفضل في القراءة، ويقرأ والدراسات أكثر، مما يزيد من الذكاء. التفسير العكسي هو أن الطفل ذكي ومثابرة يقرأ أكثر مما يسبب قصر النظر. آخر هو أن الطفل قصر النظر لديها ميزة في اختبار الذكاء الذي هو قرب العمل بسبب أقل إجهاد العين. لا يزال هناك تفسير آخر هو أن الجينات متعددة المظاهر (ق) تؤثر على حجم كل من الدماغ والعينين في وقت واحد.  ووجدت دراسة لتلاميذ المدارس الصينية أنه بعد مراقبة العمر والجنس والمدرسة، قصر النظر الأبوي، تعليم الأب، والكتب قراءة في الأسبوع، كان قصر النظر لا تزال مرتبطة ارتفاع الذكاء غير اللفظي. الذكاء غير اللفظي كان تفسيرا أكثر أهمية من قراءة الكتب في الأسبوع.

## الجمعيات الأخرى
ارتبطت ساعات العمل الطويلة (55 مقابل 40) بانخفاض الدرجات في الاختبارات المعرفية في دراسة مدتها 5 سنوات حول الخدمة المدنية البريطانية في منتصف العمر